# Bisdom Azul

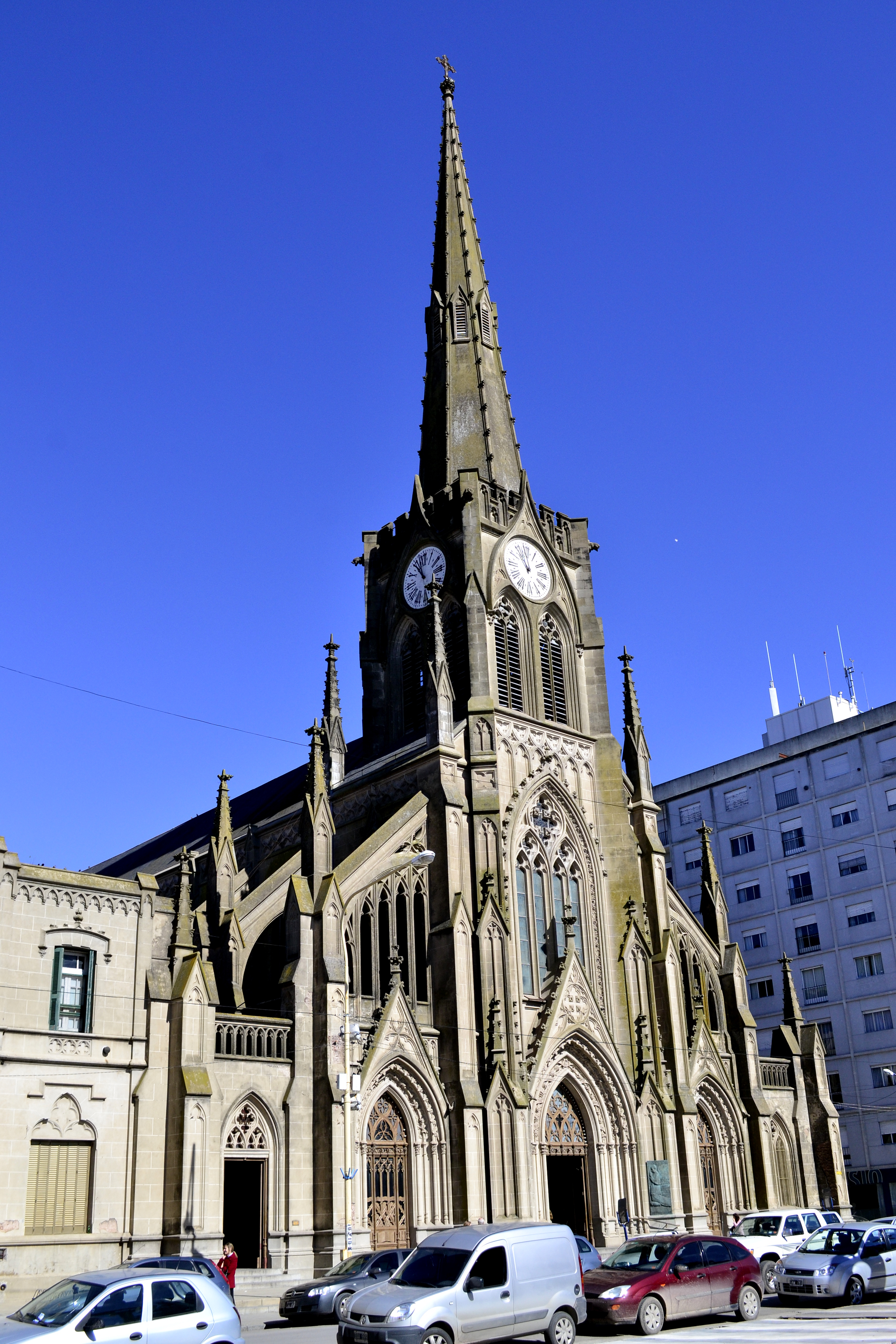
De kathedraal Nuestra Señora del Rosario van Azul

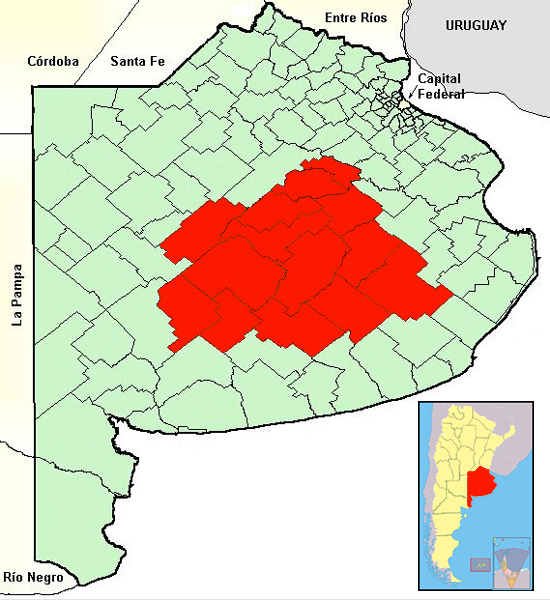
Het bisdom Azul (rood) binnen de provincie Buenos Aires

Het bisdom Azul (Latijn: Dioecesis Azulensis) is een rooms-katholiek bisdom met als zetel Azul in Argentinië. Het bisdom is suffragaan aan het aartsbisdom La Plata. Het bisdom werd opgericht in 1934.
In 2020 telde het bisdom 43 parochies. Het bisdom heeft een oppervlakte van 64.510 km² en telde in 2020 543.000 inwoners waarvan 80,5% rooms-katholiek waren. 

## Bisschoppen
- César Antonio Cáneva (1934-1953)
- Antonio José Plaza (1953-1955)
- Manuel Marengo (1956-1982)
- Emilio Pablo Bianchi di Cárcano (1982-2006)
- Hugo Manuel Salaberry Goyeneche, S.J. (2006-)

La Plata (aartsbisdom) · Azul · Chascomús · Mar del Plata